# Free Bird
"Free Bird" ou "Freebird" é um single da banda estadunidense de southern rock Lynyrd Skynyrd. Foi destaque no álbum de estreia e foi incluída em álbuns subsequentes lançados pela banda, como Skynyrd's Innyrds que possui um versão inédita e inalterada da versão final da música.
Lançada como single em novembro de 1974, "Free Bird" se tornou o segundo hit da banda a chegar ao Top 40 na Billboard Hot 100 no início de 1975, onde atingiu o 19º lugar. Uma versão ao vivo da canção também alcançou a Billboard Hot 100 chart, em 1977, atingindo o 38° lugar.
Ela é usada como música que encerra as performances ao vivo da banda e é sua maior canção, muitas vezes ultrapassando os 14 minutos de duração quando tocada ao vivo.
O solo desta música foi feito pelo então guitarrista do Lynyrd Skynyrd, Allen Collins, e é considerado um dos solos mais "destruidores" de todos os tempos, sendo considerado o 3º maior solo de guitarra da história, segundo a revista Rolling Stone.